# قاسم موسى الفرطوسي

الكاتب قاسم موسى الفرطوسي

 قاسم موسى الفرطوسي  ((1940م - 1358 هـ)–(2014 م - 1435 هـ)) هو كاتب عراقي وشاعر شعبي وأديب وباحث مستقص، قضى جلّ اهتماماته بالأنثروبولوجيا الاجتماعية.

## حياته ودراسته
ولد في قرية الصحين في أهوار العمارة وعلى جزره عائمة تسمى (شجه) حيث ينحدر من عائلة تعيش على الفلاحة و الصيد وتربية الجاموس ودخل المدرسة القحطانية الريفية الابتدائية عام1948 وانتقل بعدها إلى متوسطة المجر الكبير عام1958 لينهي دراسته عام 1962 في دار المعلمين في العمارة وتم تعيينه في العام نفسه في مدرسة آل فرطوس في قرية (الكبيبة) الواقعة ف عمق الأهوار وبالقرب من أهوار الحمار وفي عام 1969 انتقل إلى بغداد معلماً في مدرسة الجنيد .

## كتبه المطبوعة
- أهوار في جنوب العراق (مخطوط)
- الصيد في الأهوار طبع عام 2005
- قاموس الأهوار طبع عام 2005
- الأمثال الشعبية في الاهوار (مخطوط)
- زبد معدان- ديوان شعري في الغزل(مخطوط)

## المصدر
جريدة الحقيقة : حديـــث عــــن الشاعـــر قاســم الفرطوســـي .
مجلة الموروث.
البغدادية تستذكر اربعينية المرحوم الشاعر والباحث الفلكلوري الأستاذ قاسم موسى الفرطوسي .